# 拉法乌·施奈德
拉法乌·施奈德（波蘭語：Rafał Jerzy Sznajder，1972年10月13日—2014年4月13日），是一名波兰击剑运动员。他参加过三次夏季奥运会，分别是1996年、2000年和2004年。他在1997年、2001年的世界击剑锦标赛上获得铜牌。
2014年4月13日，他因心脏病去世于比利时，享年41岁。